# Ndoumbe
Pour les articles homonymes, voir Ndoumbe (homonymie).
Ndoumbe est un village du Cameroun situé dans le département de la Kadey et la région de l'Est. Il est localisé dans la commune de Nguelebok et fait partie du canton Kaka Mbondjo.

## Population
En 1966, le village comptait 181 habitants, principalement des Kaka.
En 2012, on y a dénombré 300 personnes.